# Sultan

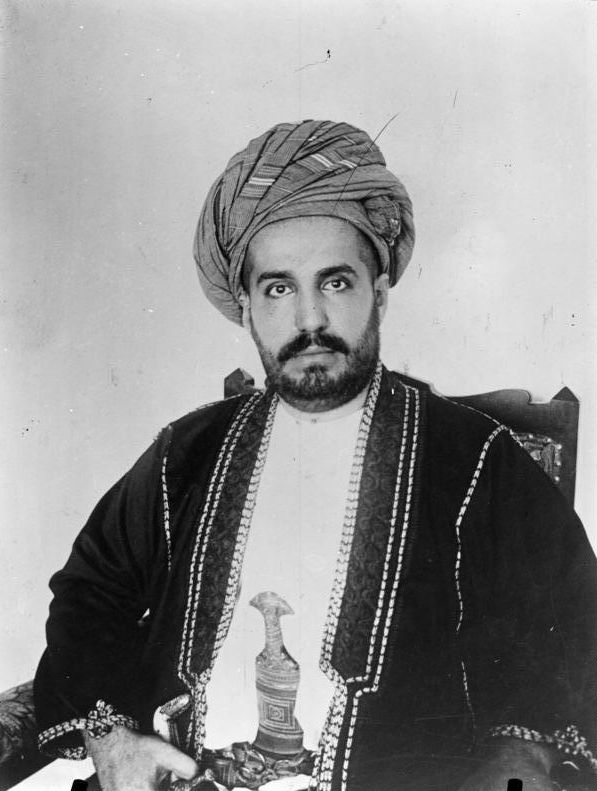
Der von den Briten 1896 abgesetzte Sultan von Sansibar Chalid ibn Barghasch (1874–1927) in Deutsch-Ostafrika (zwischen 1906 und 1918)

Sultan (arabisch سلطان Sulṭān ‚Herrschaft‘, ‚Herrscher‘) ist ein islamischer Herrschertitel (auch Personenname), der ab dem 10. Jahrhundert in verschiedenen Epochen und Gegenden der Welt benutzt wird, beispielsweise in Indien und im Osmanischen Reich. Das Herrschaftsgebiet eines Sultans wird als Sultanat bezeichnet.

## Titel
Der Titel umfasst sowohl moralisches Gewicht als auch religiöse Autorität und orientiert sich an der Rolle des Herrschers, wie sie im Koran definiert ist. Allerdings war der Sultan kein religiöser Lehrer.
Der erste islamische Monarch, der diesen Titel trug, war der Ghaznawiden-Herrscher Mahmud von Ghazni (998–1030). Später wurde Sultan der übliche Titel der seldschukischen, ayyubidischen, mamlukischen, osmanischen und anderer Herrscher in der muslimischen Welt.
In der Türkei wurde das Sultanat der Osmanen, das dort seit dem 15. Jahrhundert (Eroberung Konstantinopels) kaiserlichen Rang beanspruchte, 1922 abgeschafft. Der letzte amtierende Sultan, Mehmet VI., verlor seinen Herrschertitel und wurde des Landes verwiesen. Im selben Jahr wandelte der Sultan von Ägypten seinen Titel in König (arabisch ملك malik) um, ebenso 1956 der Sultan von Marokko. Kurzzeitig waren Sansibar (1963/1964) und die Malediven (1965–1968) nach der Entlassung in die Unabhängigkeit Sultanate. Heute (Stand 2025) sind Oman und Brunei die einzigen souveränen Staaten, deren Oberhäupter noch den Titel Sultan tragen.
In Ostafrika wurde der Titel früher auch für Dorfhäuptlinge gebraucht. In einigen Staaten Afrikas (zum Beispiel Nigeria) existieren nach wie vor teilautonome Sultanate, ebenso im südostasiatischen Königreich Malaysia und auf den Philippinen (Mindanao). In Indonesien existiert das Sultanat von Yogyakarta als teilweise autonome Region.
Nachgestellt bezeichnete der Titel auch weibliche Mitglieder der osmanischen Dynastie.

## Definition
Sultan (arab. „Stärke“) bezeichnet in der politischen Sprache die staatliche Autorität und später den islamischen Inhaber der Regierungsgewalt. Erstmals wurde dem Seldschuken Toghril-Beg 1055 der Titel „Sultan“ von einem Kalifen verliehen. Von 1517 bis 1924 galten die türkischen Osmansultane als Nachfolger der Abbasiden so zugleich als Kalifen. Seitdem gibt es keine Kalifen mehr. Die weibliche Form „Sultana“ gab es selten; nur einige Hauptfrauen der Kalifen von Córdoba wurden so genannt, zum Teil erst als Witwe.

## In der Literatur
Der serbische Janitschar Konstantin aus Ostrovitza schreibt in seinen Memoiren eines Janitscharen im 48. Kapitel:

„Die Namen des Sultans lauten auf Türkisch so: der erste büyük beg, das bedeutet großer Herr; der zweite Hûnkâr, das heißt türkischer Fürst; der dritte Mirza, das heißt Macht; der vierte Sultan, das bedeutet Kaiser; nach seinen Vorfahren nennt er sich Osmanoğlu, das bedeutet Sohn der Osmanen. Die anderen nennen ihn Pâdişah, das heißt Namen der Namen.“